# ランプル
ロンプール (Rangpur:রংপুর) は、バングラデシュ北西部の都市。ロンプール管区のロンプール県の中心都市。バングラデシュで最も古い自治体の一つで、1869年に創設された。自治体の庁舎は1892年に建てられたものである。